# 卡纳维拉尔角空军基地11号发射台
卡纳维拉尔角空军基地11号发射复合体（LC-11）是美国的位于卡纳维拉尔角空军基地的发射场，在1958年至1964年间用于宇宙神导弹发射。发射场在导弹环（missile row）最南端。与LC-11同时建造的12，13，14号发射复合体有比同时期发射场更坚固的设计，原因是宇宙神火箭比当时其他火箭更强大。该发射场有一个6米高的发射台，火箭通过西南侧的斜坡运送上去。
32枚宇宙神B, D, E和F导弹在LC-11进行了亚轨道试飞。1958年7月19日，发射场进行了第一次发射。LC-11还进行了一次入轨发射，即1958年11月18日发射运送世界第一个通信卫星的宇宙神10B。
卡纳维拉尔角的宇宙神测试项目结束后，LC-11是四个发射宇宙神导弹的发射场中唯一不用于擎天神-愛琴娜火箭的，因此也是四个中第一个停用的。随后移动服务台和支持设备都被拆除，发射场也停止维护。